# إدفارد ليمان
إدفارد ليمان (بالدنماركية: Edvard Lehmann) هو مصمم ليثوغراف ورسام دنماركي، ولد في 30 يناير 1815 في كوبنهاغن في الدنمارك، وتوفي بنفس المكان في 7 ديسمبر 1892.

## معرض صور

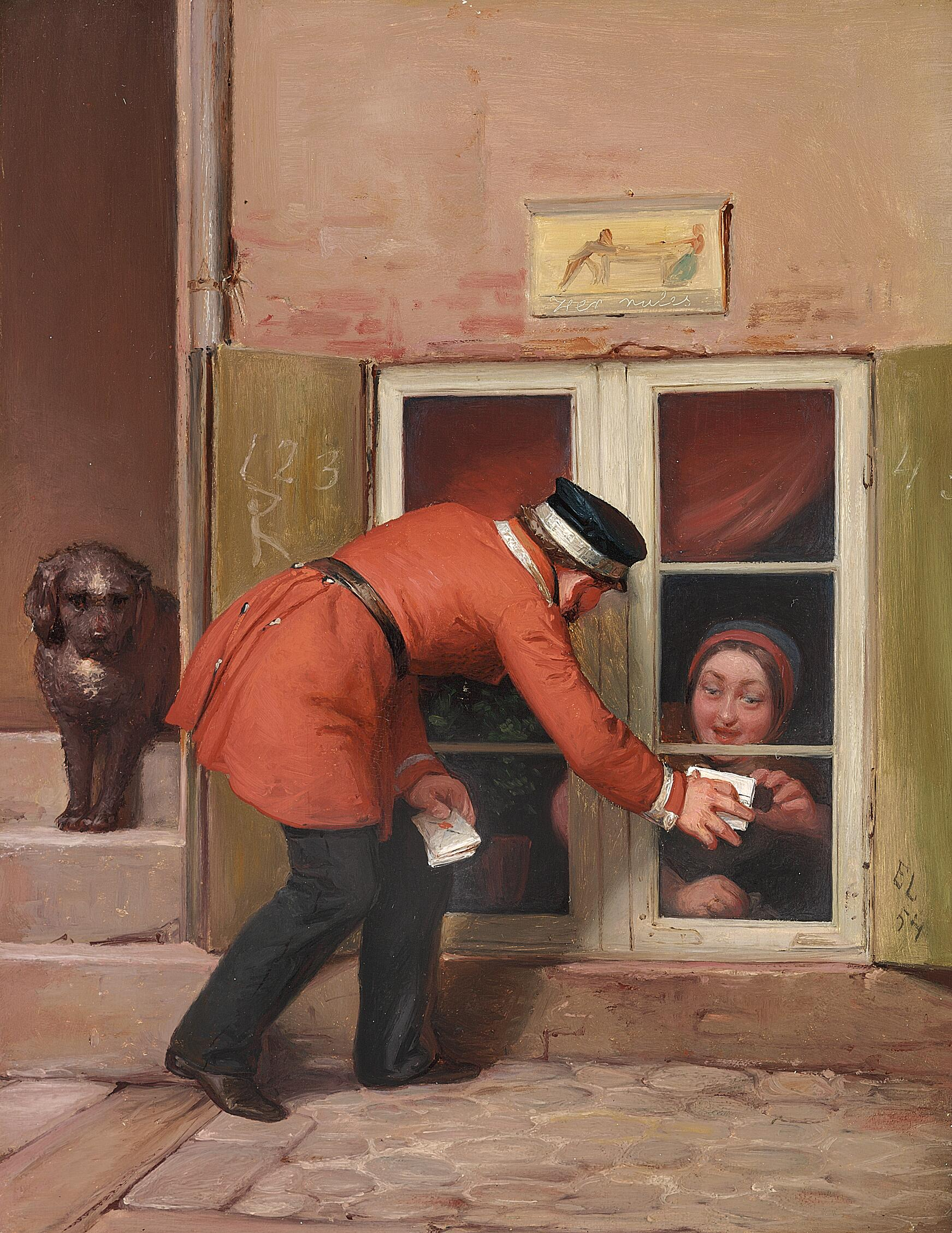
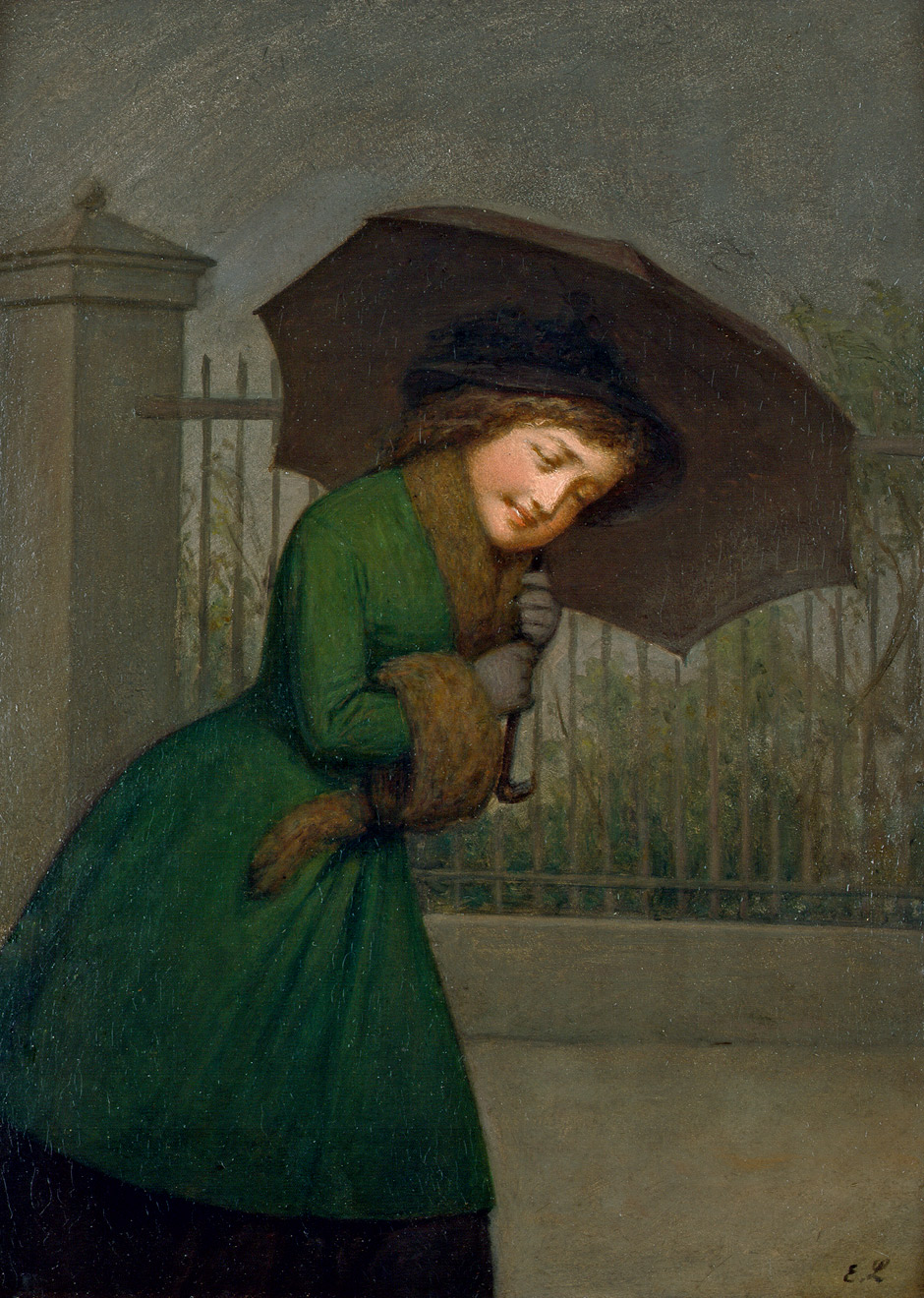
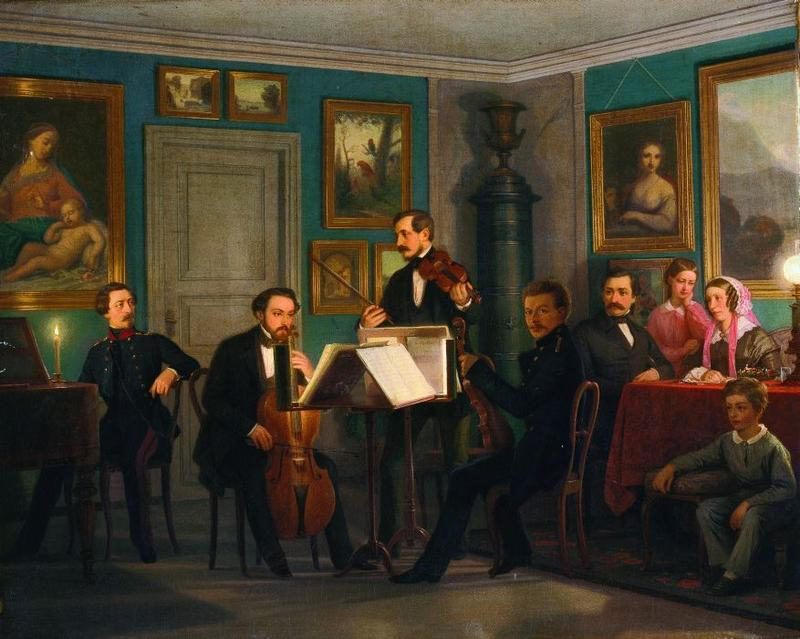
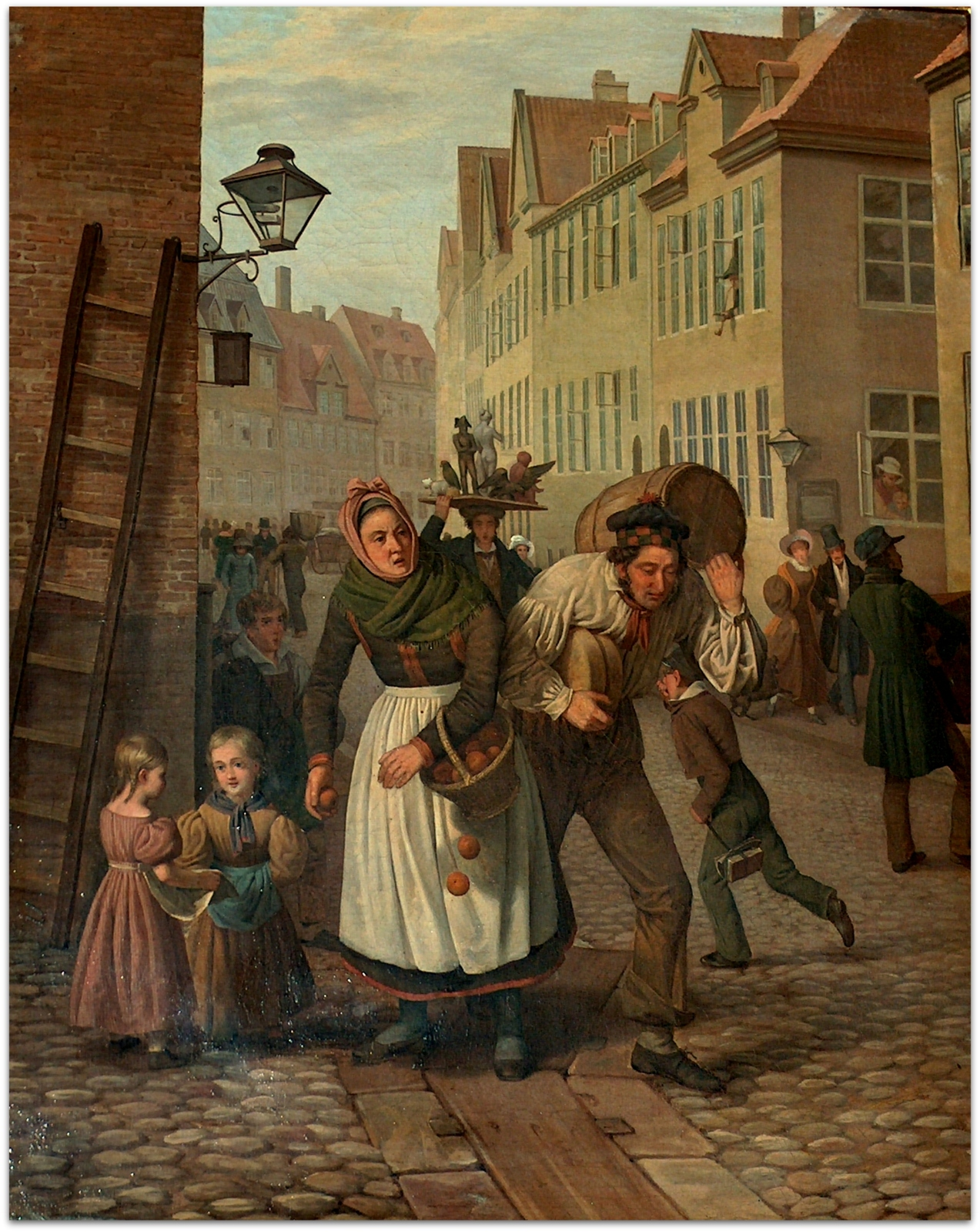